# Sælingsdalur
Sælingsdalur är en dal i republiken Island.   Den ligger i regionen Västlandet, i den västra delen av landet, 130 km norr om huvudstaden Reykjavík.